# Hemitrichia
Hemitrichia is een geslacht van slijmzwammen uit de familie Trichiidae. De typesoort is Hemitrichia clavata.

## Kenmerken
De vruchtlichamen zijn gesteelde of zittende sporocarps of plasmodiocarps. Het bovenste deel van het peridium is verouderd, het onderste deel heeft nog steeds de vorm van een kelk of beker.
Het capillitium bestaat uit holle, elastische draden die met elkaar zijn verbonden om netwerken te vormen en waarvan het oppervlak is ingelegd door drie tot zes vaak heldere spiraalbanden. De sporen zijn rood, oranje of geel in bulk, bleek of bijna kleurloos in doorvallend licht, hun wanden zijn wratachtig, netvormig of fijn stekelig.

## Verspreiding
Het geslacht is wereldwijd wijdverspreid.

## Soorten
Het geslacht telt de volgende 25 soorten (peildatum augustus 2023):
| Soortnaam                                           | Auteur(s)                                                 | Publicatiejaar |
| --------------------------------------------------- | --------------------------------------------------------- | -------------- |
| Hemitrichia abietina (Peervormig langdraadwatje)    | (Wigand) G. Lister                                        | 1911           |
| Hemitrichia aurea                                   | Nann.-Bremek. & H. Neubert                                | 1976           |
| Hemitrichia botrytis                                | Georgev.                                                  | 1929           |
| Hemitrichia calyculata (Groot langdraadwatje)       | (Speg.) M.L. Farr                                         | 1974           |
| Hemitrichia chrysospora                             | (Lister) Lister                                           | 1894           |
| Hemitrichia clavata (Doorschijnend langdraadwatje)  | (Pers.) Rostaf.                                           | 1873           |
| Hemitrichia cornuvioides                            | Lavrov                                                    | 1929           |
| Hemitrichia foliicola                               | (Estrada, Ram.-Ort. & Lado) Lizárraga, G. Moreno & Illana | 2004           |
| Hemitrichia intorta (Stekelig langdraadwatje)       | (Lister) Lister                                           | 1894           |
| Hemitrichia leiocarpa (Spiraalvormig netwatje)      | (Cooke) Lister                                            | 1894           |
| Hemitrichia leiotricha (Bolrond langdraadwatje)     | (Lister) G. Lister                                        | 1911           |
| Hemitrichia mellea                                  | Nann.-Bremek. & Loer.                                     | 1981           |
| Hemitrichia minor (Dwerglangdraadwatje)             | G. Lister                                                 | 1911           |
| Hemitrichia pardina (Wrattig langdraadwatje)        | (Minakata) Ing                                            | 1999           |
| Hemitrichia parviverrucospora                       | (Lizárraga, Illana & G. Moreno) G. Moreno & Illana        | 2001           |
| Hemitrichia pseudoleiocarpa (Vals langdraadwatje)   | Illana, G. Moreno, Lizárraga & A. Castillo                | 1999           |
| Hemitrichia rubrobrunnea                            | Rammeloo                                                  | 1978           |
| Hemitrichia serpula (Netvormig langdraadwatje)      | (Scop.) Rostaf.                                           | 1873           |
| Hemitrichia sordivesiculosa                         | Kuhnt                                                     | 2019           |
| Hemitrichia spinifera                               | M.L. Farr                                                 | 1979           |
| Hemitrichia spinosa                                 | Nann.-Bremek. & H. Neubert                                | 1977           |
| Hemitrichia succulenticola                          | G. Moreno, A. Castillo, A. López-Villalba & A. Sánchez    | 2017           |
| Hemitrichia thindii                                 | T.N. Lakhanpal & R.K. Chopra                              | 2016           |
| Hemitrichia velutina                                | Nann.-Bremek. & Y. Yamam.                                 | 1986           |
| Hemitrichia vesiculosa (Blaasvormig langdraadwatje) | Nann.-Bremek. & Frentrop                                  | 1981           |